# Tour de França de 1987
L'edició del Tour de França de 1987, 74a edició de la cursa francesa, es disputà entre l'1 i el 26 de juliol de 1987, amb un recorregut de 4.231 km distribuïts en un pròleg i 25 etapes. D'aquestes, 5 foren contrarellotges, una per equips i 4 individuals.
Hi van prendre part 23 equips, amb un total de 207 corredors, rècord de participació en el Tour de França. 135 arribaren a París.
Per primera vegada un ciclista de l'Europa de l'est, el polonès Lech Piasecki, es vesteix amb el mallot groc.
Aquesta edició fou una de les més llargues i disputades de la història. Dos corredors, l'irlandès Stephen Roche i l'espanyol Pedro Delgado van estar lluitant pel mallot groc fins a l'última contrarellotge on es va decidir el Tour per tan sols 40 segons en favor de Roche. Records d'aquell Tour són les etapes de muntanya i escapades de Pedro Delgado i sobretot l'etapa on Stephen Roche per a poder recuperar uns segons a Delgado va necessitar assisstència médica i l'administració d'oxigen

## Equips participants
| Equip            | Cap de files          |
| Toshiba          | Jean François Bernard |
| Carrera          | Stephen Roche         |
| Hitachi          | Claude Criquelion     |
| Z                | Pascal Simon          |
| BH               | Anselmo Fuerte        |
| PDM              | Pedro Delgado         |
| Système U        | Laurent Fignon        |
| Reynolds-Seur    | Ángel Arroyo          |
| Teka             | Raymund Dietzen       |
| Ryalcao Postobón | Pablo Wilches         |
| R.M.O.           | Patrice Esnault       |

| Equip                  | Cap de files     |
| Caja Rural-Orbea       | Marino Lejarreta |
| Fagor                  | Pedro Muñoz      |
| Café de Colombia       | Luis Herrera     |
| Panasonic              | Phil Anderson    |
| Superconflex           | Rolf Golz        |
| Del Tongo              | Giuseppe Saronni |
| KAS-Miko               | Sean Kelly       |
| Joker                  | Marc Sergeant    |
| 7 Eleven               | Andrew Hampsten  |
| Roland-Skala           | Dietrich Thurau  |
| Brianzoli-Chateau D'Ax | Vittorio Algeri  |
| ANC-Halfords           | Malcolm Elliott  |

## Resultats

### Classificació general
| Classificació General                   | Classificació General | Classificació General | Classificació General | Classificació General |
| --------------------------------------- | --------------------- | --------------------- | --------------------- | --------------------- |
| 1.                                      | Stephen Roche         | Irlanda               | CAR                   | 115h 27' 42"          |
| 2.                                      | Pedro Delgado         | Espanya               | PDM                   | + 40"                 |
| 3.                                      | Jean François Bernard | França                | TOS                   | + 2' 13"              |
| 4.                                      | Charly Mottet         | França                | RMO                   | + 6' 40"              |
| 5.                                      | Luis Herrera          | Colòmbia              | CAF                   | + 9' 32"              |
| 6.                                      | Fabio Parra           | Colòmbia              | CAF                   | + 16' 53"             |
| 7.                                      | Laurent Fignon        | França                | SYS                   | + 18' 24"             |
| 8.                                      | Anselmo Fuerte        | Espanya               | BH                    | + 18' 33"             |
| 9.                                      | Raúl Alcalá           | Mèxic                 | 7EL                   | + 21' 49"             |
| 10.                                     | Marino Lejarreta      | Espanya               | CAJ                   | + 26' 13"             |
| 207 participants, 135 acabaren la cursa |                       |                       |                       |                       |

### Gran Premi de la Muntanya
| 1r | Luis Herrera   | CAF | 452 pts |
| 2n | Anselmo Fuerte | BH  | 314 pts |
| 3r | Raúl Alcalá    | 7EL | 277 pts |

### Classificació de la Regularitat
| 1r | Jean Paul van Poppel | SCO | 263 pts |
| 2n | Stephen Roche        | CAR | 247 pts |
| 3r | Pedro Delgado        | PDM | 229 pts |

### Classificació dels joves
| 1. | Raúl Alcalá    | 7EL | 115h 49' 31" |
| 2. | Erik Breukink  | PAN | + 31' 46"    |
| 3. | Gilles Sanders | KAS | + 59' 08"    |

### Classificació per equips
| 1r | Système U        |
| 2n | Café de Colombia |
| 3r | BH               |

## Etapes
| Etapa  | Data         | Recorregut                       | km         | Guanyador              | Líder                 |
| Pròleg | 1 de juliol  | Berlín - Berlín                  | 6,1 (CRI)  | Jelle Nijdam           | Jelle Nijdam          |
| 1a     | 2 de juliol  | Berlín - Berlín                  | 105,5      | Nico Verhoeven         | Lech Piasecki         |
| 2a     | 3 de juliol  | Berlín - Berlín                  | 40 (CRE)   | Carrera                | Lech Piasecki         |
| 3a     | 4 de juliol  | Karlsruhe - Stuttgart            | 219        | Acacio da Silva        | Erich Maechler        |
| 4a     | 5 de juliol  | Stuttgart - Pforzheim            | 79         | Herman Frison          | Erich Maechler        |
| 5a     | 5 de juliol  | Pforzheim - Estrasburg           | 112,5      | Marc Sergeant          | Erich Maechler        |
| 6a     | 6 de juliol  | Estrasburg - Epinal              | 169        | Christophe Lavainne    | Erich Maechler        |
| 7a     | 7 de juliol  | Epinal - Troyes                  | 211        | Manuel Jorge Domínguez | Erich Maechler        |
| 8a     | 8 de juliol  | Troyes - Épinay-sous-Sénart      | 205,5      | Jean Paul van Poppel   | Erich Maechler        |
| 9a     | 9 de juliol  | Orleans - Renazé                 | 260        | Adri van der Poel      | Erich Maechler        |
| 10a    | 10 de juliol | Saumur - Futuroscope             | 87,5 (CRI) | Stephen Roche          | Charly Mottet         |
| 11a    | 11 de juliol | Futuroscope - Chaumeil           | 255        | Martial Gayant         | Martial Gayant        |
| 12a    | 12 de juliol | Briva - Bordeus                  | 228        | Davis Phinney          | Martial Gayant        |
| 13a    | 13 de juliol | Baiona - Pau                     | 219        | Erik Breukink          | Charly Mottet         |
| 14a    | 14 de juliol | Pau - Luz Ardiden                | 166        | Dag Otto Lauritzen     | Charly Mottet         |
| 15a    | 15 de juliol | Tarbes - Blagnac                 | 164        | Rolf Golz              | Charly Mottet         |
| 16a    | 16 de juliol | Blagnac - Millau                 | 216,5      | Regis Clere            | Charly Mottet         |
| 17a    | 17 de juliol | Millau - Avinyó                  | 239        | Jean Paul van Poppel   | Charly Mottet         |
| 18a    | 19 de juliol | Carpentràs - Ventor              | 36,5 (CRI) | Jean François Bernard  | Jean François Bernard |
| 19a    | 20 de juliol | Valréas - Villard de Lans        | 185        | Pedro Delgado          | Stephen Roche         |
| 20a    | 21 de juliol | Villard de Lans - Aup d'Uès      | 201        | Federico Echave        | Pedro Delgado         |
| 21a    | 22 de juliol | Bourg d'Oisans - La Plagne       | 185,5      | Laurent Fignon         | Pedro Delgado         |
| 22a    | 23 de juliol | La Plagne - Morzine              | 186        | Eduardo Chozas         | Pedro Delgado         |
| 23a    | 24 de juliol | Saint Julien en Genevois - Dijon | 224,5      | Regis Clere            | Pedro Delgado         |
| 24a    | 25 de juliol | Dijon                            | 38 (CRI)   | Jean François Bernard  | Stephen Roche         |
| 25a    | 26 de juliol | Créteil - París                  | 192        | Jeff Pierce            | Stephen Roche         |